# Ermida de Nossa Senhora do Monte Santo

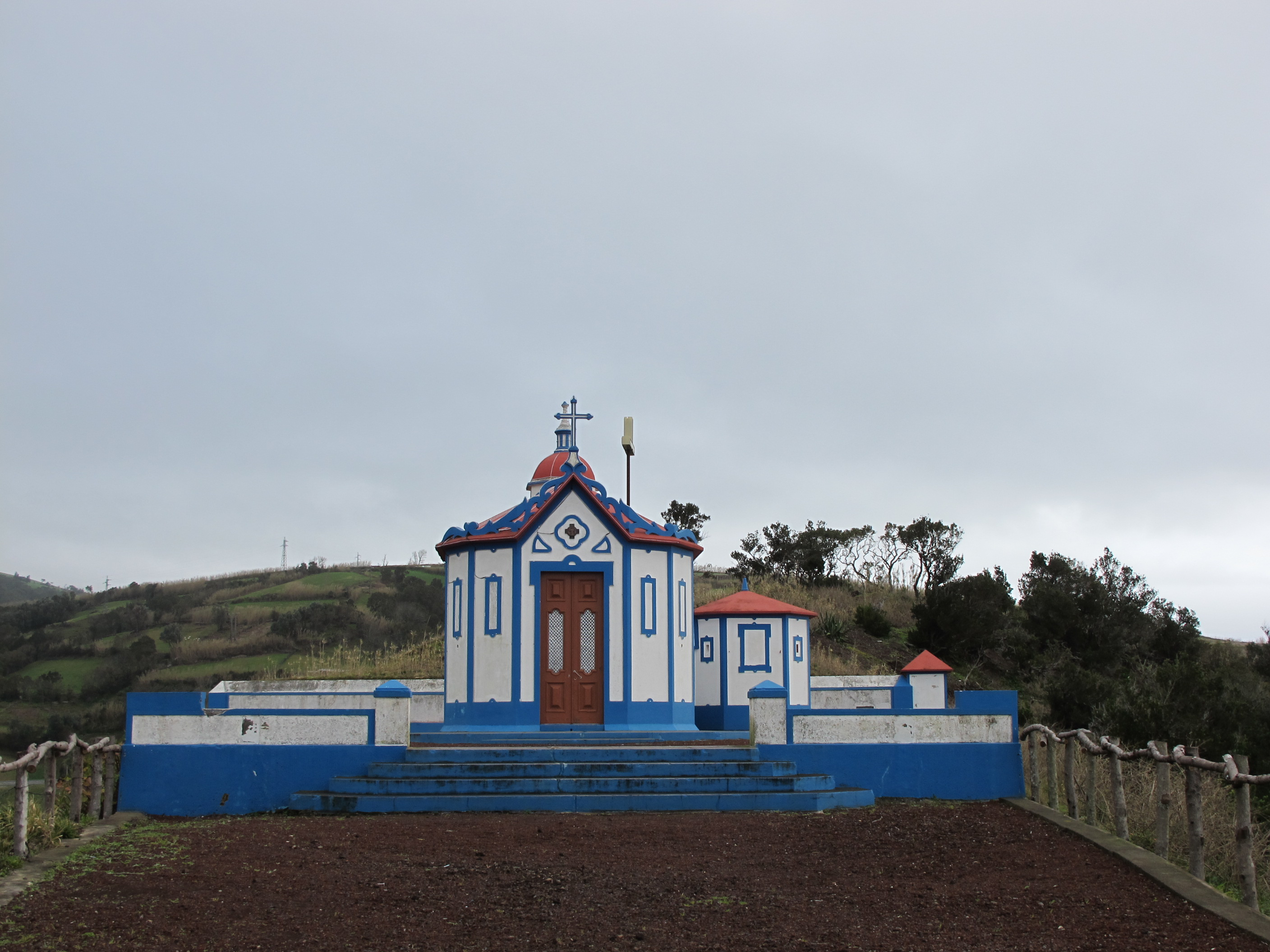
Die Kapelle Ermida de Nossa Senhora do Monte Santo

Die Ermida de Nossa Senhora do Monte Santo ist eine 1931 erbaute Kapelle in Água de Pau, auf der Azoren-Insel São Miguel. Sie liegt über dem Ortskern auf der Anhöhe Pico da Figueira. Ein Kreuzweg mit Azulejos führt vom Ort zur Kapelle. In der Verlängerung des Weges liegt ein Aussichtspunkt, von dem aus man auf den am Meer gelegenen Ortsteil Caloura hinuntersieht.

## Geschichte und Architektur
Der Bau der Kapelle geht auf eine angebliche Erscheinung der heiligen Maria zurück. Zwei Kinder aus Água de Pau berichteten 1918, sie hätten die Jungfrau Maria auf dem Gipfel des Pico da Figueira gesehen. Ihre Eltern beschlossen daraufhin den Bau der Kapelle, die im September 1931 fertiggestellt wurde.
Das blau und weiß gestrichene Gebäude besteht aus drei achteckigen Teilen. Es ist gemeinsam mit einem Vorhof von einer niedrigen Mauer umgeben. Im Inneren ziert ein Bild der Senhora do Monte den Altar. 1998 wurde ein Stück hinter der Kapelle auf einem Hügel ein 7,38 Meter hohes Kreuz errichtet.